# Hahnia tatei
Hahnia tatei är en spindelart som först beskrevs av Willis J. Gertsch 1934.  Hahnia tatei ingår i släktet Hahnia och familjen panflöjtsspindlar.
Artens utbredningsområde är Venezuela. Inga underarter finns listade i Catalogue of Life.